# غابرييل غروبر
غابرييل غروبر (بالألمانية: Gabriel Gruber)‏ (و. 1740 – 1805 م) هو عالم فلك، ومهندس، ومهندس معماري ولد في فيينا .
توفي في سانت بطرسبرغ، عن عمر يناهز 65 عاماً.

## مناصب
تولى منصب Superior General of the Society of Jesus .